# موسى سيديبي
موسى سيديبي (بالفرنسية: Moussa Sidibé)‏ (22 أغسطس 1981 بالدائرة السادسة عشرة في باريس في فرنسا - ) هو لاعب كرة قدم فرنسي ومالي في مركز الوسط. لعب مع إبسفليت يونايتد ونادي بوفيه ونادي جازيليك أجاكسيو ونادي فان ونادي كريتيل ونادي كليرمونت 63 ونيم أولمبيك وأولمبيك نوازي لو سيك ‏ وPersiku Kudus ‏ وPersitema Temanggung ‏ وويلينج يونايتد.

## وصلات خارجية
- موسى سيديبي على موقع رابطة كرة القدم الفرنسية للمحترفين (الإنجليزية)
- موسى سيديبي على موقع قاعدة بيانات كرة القدم.إي يو (الإنجليزية)